# أدريان غودسون
أدريان غودسون (بالإنجليزية: Adrienne Goodson)‏ مواليد 19 أكتوبر 1966، هي لاعبة كرة سلة أمريكية معتزلة. يبلغ طولها 6 قدم 0 بوصة (1.8 م). استمرت مسيرتها الاحترافية لمدة 14 عاما.

## المسيرة الاحترافية
لعبت مع سان أنطونيو ستارز في موسم 2003–2004، ثم لعبت مع هيوستن كومتز في سنة 2005، ثم لعبت مع شارلوت ستينغ في سنة 2005.

## روابط خارجية
- أدريان غودسون على موقع الاتحاد الوطني لكرة السلة النسائية (الإنجليزية)
- أدريان غودسون على موقع كرة السلة الأوروبية.كوم (الإنجليزية)
- أدريان غودسون على موقع كلية كرة السلة في سبورتس رفرنس.كوم (الإنجليزية)
- أدريان غودسون على موقع بروبوليرز (الإنجليزية)
- أدريان غودسون على موقع سبورتس رفرنس (الإنجليزية)